# 圣蒂里亚勒
圣蒂里亚勒（法語：Saint-Thurial，法語發音：[sɛ̃ tyʁjal]）是法国伊勒-维莱讷省的一个市镇，位于该省西部，属于雷恩区。

## 地理
圣蒂里亚勒（48°1'45"N, 1°55'54"W）面积18.01 平方千米，位于法国布列塔尼大區伊勒-维莱讷省，该省份为法国西北部沿海省份，位于布列塔尼半岛东部，北濒大西洋，西接阿摩尔滨海省和莫尔比昂省，南至大西洋卢瓦尔省，西南端接曼恩-卢瓦尔省，东临马耶讷省，东北与芒什省接壤。
与圣蒂里亚勒接壤的市镇（或旧市镇、城区）包括：勒韦尔热、博隆、布雷阿勒苏蒙福尔、马克桑、蒙泰尔菲勒、特雷方代勒。

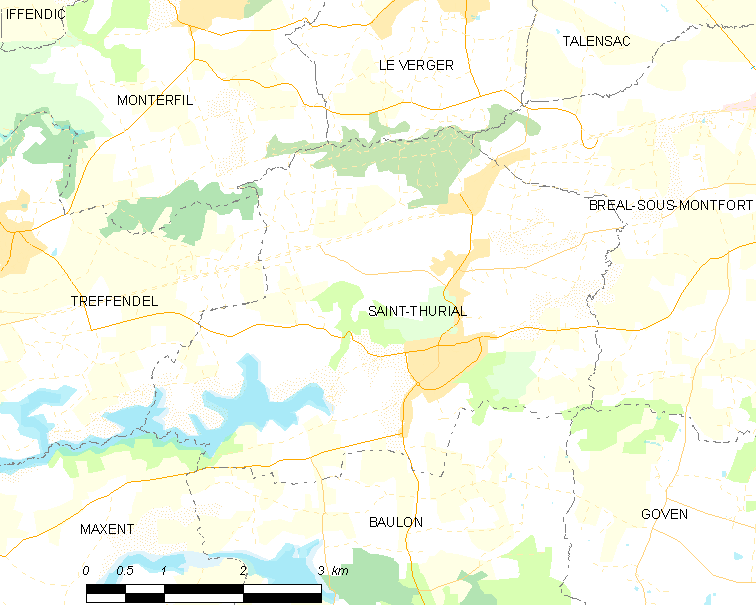
圣蒂里亚勒的OSM定位图

圣蒂里亚勒的时区为UTC+01:00、UTC+02:00（夏令时）。

## 行政
圣蒂里亚勒的邮政编码为35310，INSEE市镇编码为35319。

## 政治
圣蒂里亚勒所属的省级选区为默河畔蒙福尔县。

## 人口

1962-2008年间圣蒂里亚勒人口变化图示

圣蒂里亚勒于2022年1月1日时的人口数量为2165人。